# HMS J5
Pour les articles homonymes, voir J5.
Le HMS J5 est un sous-marin britannique de classe J exploité par la Royal Navy, et plus tard par la Royal Australian Navy sous le nom de HMAS J5.

## Conception
La classe J a été conçue par la Royal Navy en réponse à l’annonce de l’apparition de sous-marins allemands avec une vitesse en surface supérieure à 18 nœuds (33 km/h). Ces sous-marins avaient un déplacement de 1 210 tonnes en surface, et 1 820 tonnes en immersion. Chaque sous-marin avait une longueur totale de 275 pieds (84 m), avec un maître-bau de 22 pieds (6,7 m), et un tirant d'eau de 14 pieds (4,3 m). Le système de propulsion était construit autour de trois arbres d'hélice. La classe J était les seuls sous-marins à triple hélice jamais construit par les Britanniques. Leur propulsion était fournie par trois moteurs diesel de 12 cylindres en surface, et des moteurs électriques en immersion. Leur vitesse maximale était de 19 nœuds (35 km/h) en surface (ce qui faisait d’eux les sous-marins les plus rapides au monde au moment de leur construction) et de 9,5 nœuds (17,6 km/h) sous l’eau. Leur rayon d'action était de 4 000 milles marins (7 400 km) à 12 nœuds (22 km/h).
Leur armement se composait de six tubes lance-torpilles de 18 pouces (457 mm) (quatre à l’avant, un sur chaque flanc), plus un canon de pont de 4 pouces (101 mm). À l’origine, le canon était installé sur une plate-forme en avant du kiosque, mais la plate-forme a été plus tard étendue jusqu’à la proue et fusionnée dans la coque pour l’hydrodynamisme, et le canon a été déplacé sur une plate-forme installée à l’avant du kiosque. 44 personnes composaient l’équipage.

## Engagements
Le HMS J5 a été construit pour la Royal Navy par l’arsenal de HMNB Devonport à Plymouth. Il est lancé le 9 septembre 1915 et mis en service le 6 mai 1916.
Le HMS J5 et les autres sous-marins de classe J étaient affectés à la 11e flottille sous-marine. Il a servi en mer du Nord, principalement dans des opérations contre les destroyers et les sous-marins allemands. La plupart de ses rencontres ont été avec ces derniers. Bien qu’il se soit engagé à plusieurs reprises contre des ennemis, la plus proche occasion qu’il ait eu de couler un ennemi a été en touchant le U-86 avec une torpille qui n’a pas explosé.
Après la guerre, l’Amirauté britannique a décidé que la meilleure façon de protéger la région du Pacifique était de constituer une force de sous-marins et de croiseurs. Dans ce but, elle offre en cadeau les six sous-marins survivants de la classe J à la Royal Australian Navy. Le J4 et ses sister-ships ont été commissionnés dans le RAN en avril 1919, et ont entamé le voyage vers l’Australie le 9 avril, en compagnie des croiseurs Sydney et  Brisbane, et du ravitailleur de sous-marins Platypus. La flottille atteint l’île Thursday le 29 juin et Sydney le 10 juillet. En raison de l’état des sous-marins après ce long voyage, ils ont été immédiatement désarmés pour être remis en état.
En dehors d’exercices locaux et d’une visite en Tasmanie en 1921, les sous-marins ne sont guère utilisés. En juin 1922, en raison du coût de l’entretien des bateaux et de la détérioration de la situation économique, les six sous-marins sont retirés du service et désignés pour l’élimination.

## Sort final
Le J5 a été mis en vente le 12 juillet 1922. Il a été vendu le 26 février 1924 et, après avoir été dépouillé de tous ses équipements, le J5, avec les J1 et J2, a été sabordé le 4 juin 1926 dans le cimetière de bateaux situé au large de Port Phillip Heads.
L’épave du J5 se trouve par 39 mètres de fond à 38° 09′ S, 144° 52′ E et seuls des plongeurs expérimentés peuvent y accéder,,,